# Código de área 631

El área azul es el estado de Nueva York; el área roja es el código de área 631

631 es el código de área estadounidense para el estado de Nueva York en la parte oriental de Long Island exclusivamente para el condado de Suffolk.
Suffolk anteriormente compartía el 516 con el vecino condado de Nassau hasta el 1 de noviembre de 1999, cuando se decidió que el prefijo iba a ser dividido y el condado de Suffolk se le dio un nuevo código de área: 631.
Hasta que se adoptó nacionalmente los códigos de área en 1947, el condado de Suffolk, junto con Nassau, se les había dado el código de área 914 junto con los condados de la parte baja del valle Hudson hasta que se dividió en 1951, en la cual Long Island se le dio exclusivamente el código de área 516.